# جسر الفاتح
جسر الفاتح هو جسر عثماني تاريخي يقع في مدينة أدرنة بتركيا، يعبر نهر التونكا ويربط قصر ادرنة بالمدينة.

## التاريخ

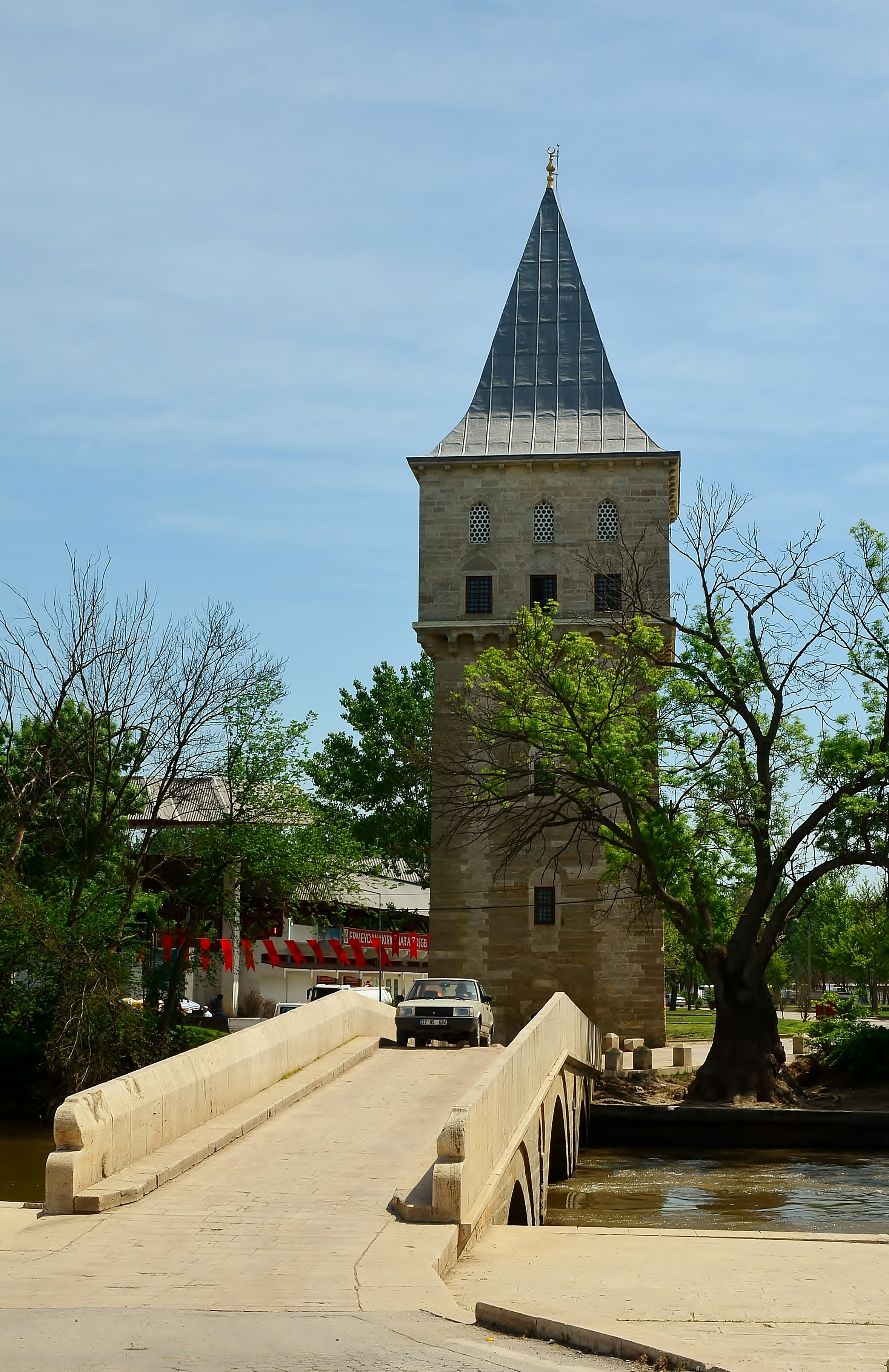
جسر الفاتح في تركيا

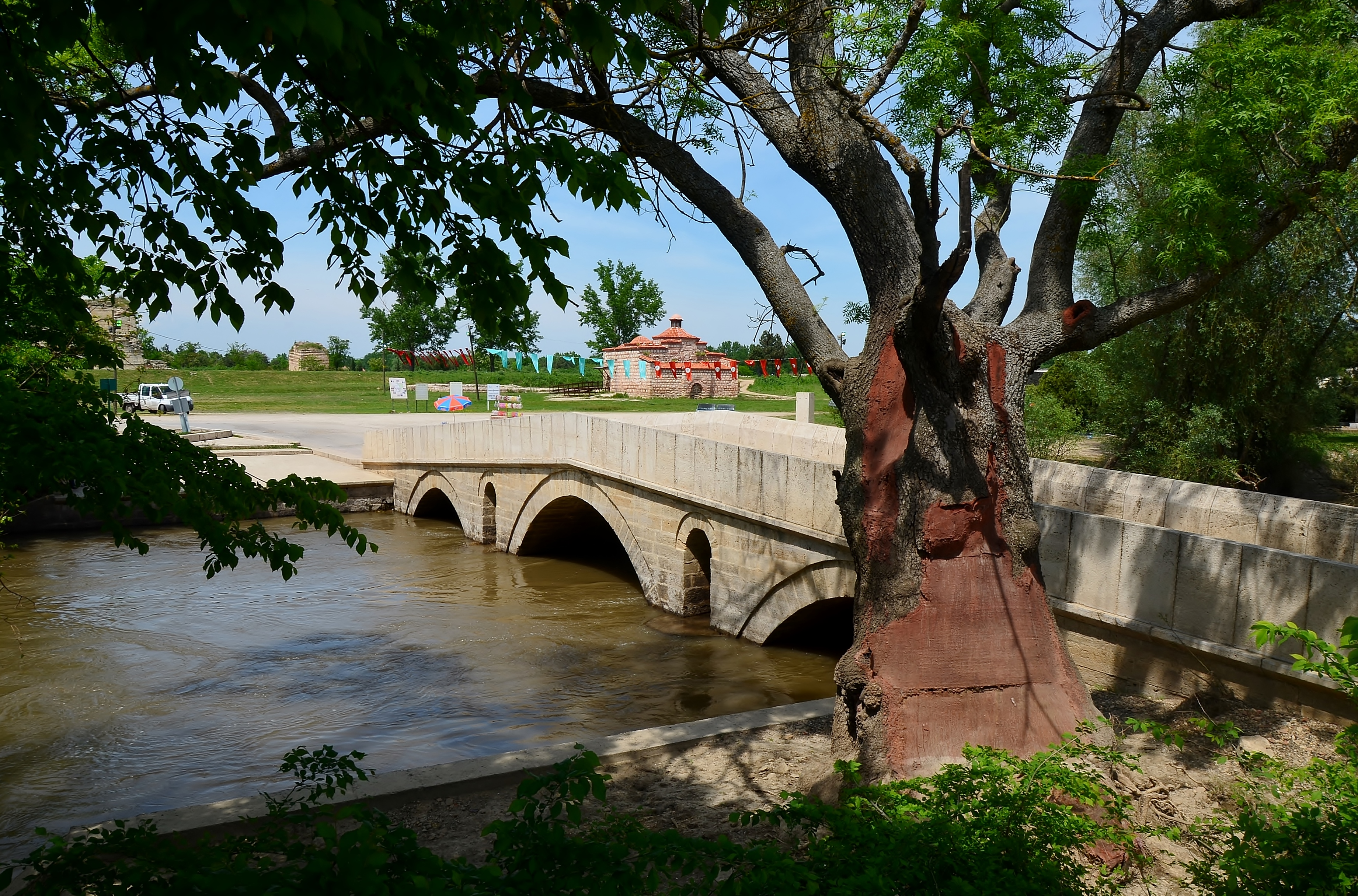
جسر الفاتح في أدرنة

تم بناء الجسر من قبل السلطان العثماني محمد الفاتح عام 1452، ويتكون من ثلاثة أقواس.